# (25823) Dentrujillo
(25823) Dentrujillo est un astéroïde de la ceinture principale d'astéroïdes.

## Description
(25823) Dentrujillo est un astéroïde de la ceinture principale d'astéroïdes. Il fut découvert le 29 février 2000 à Socorro (Nouveau-Mexique) par le projet LINEAR. Il présente une orbite caractérisée par un demi-grand axe de 3,16 UA, une excentricité de 0,18 et une inclinaison de 3,0° par rapport à l'écliptique.

## Compléments